# Виттман, Михаэль
Михаэ́ль Ви́ттман (нем. Michael Wittmann; 22 апреля 1914 — 8 августа 1944) — немецкий танкист-ас Второй мировой войны, гауптштурмфюрер СС, кавалер Рыцарского креста Железного креста с Дубовыми листьями и Мечами. Один из самых результативных танковых асов Второй мировой войны, по немецким данным времён Второй мировой войны уничтожил 138 танков и 132 ПТО противника.

## Биография
Родился 22 апреля 1914 года в Баварии в крестьянской семье Иоганна и Урсулы Виттман. В феврале — августе 1934 был добровольцем в Имперской трудовой службе. C октября 1934 года служил в вермахте, в ноябре 1935 года ему было присвоено звание ефрейтор. В 1934—1937 годах служил в 10-й роте 19-го пехотного полка во Фрайзинге. 1 апреля 1937 года вступил в СС (служебное удостоверение № 311 623), добровольцем поступил в Лейбштандарт СС «Адольф Гитлер».
С началом Второй мировой войны участник Польской и Французской кампаний, во время которых служил водителем, а затем командиром бронеавтомобиля Sd.Kfz. 222 в составе разведывательного батальона «Лейбштандарта». С апреля 1941 командир штурмового самоходного орудия StuG III в составе дивизиона штурмовых орудий «Лейбштандарта». Участник Балканской кампании. С июня 1941 воевал на советско-германском фронте.
В ходе вторжения в СССР командовал взводом штурмовых орудий. Уничтожил несколько танков, а в одном бою со своим орудием сдержал атаку 8 советских танков Т-34, подбив 6 из них. 4 июня 1942 откомандирован на учёбу в юнкерское училище СС в Бад-Тёльце и по окончании курса 21 декабря 1942 произведён в унтерштурмфюреры СС. В декабре 1942 — январе 1943 прошёл подготовку на новых танках — Pz.Kpfw. VI «Тигр».
С января 1943 командир взвода «Тигров» в 13-й роте тяжёлых танков танкового полка СС дивизии СС «Лейбштандарт СС Адольф Гитлер». 5 июля 1943 в первый день битвы на Курской дуге Виттман уничтожил 8 танков и 7 артиллерийских орудий; всего в этом сражении на его счету было 30 танков Т-34 и КВ-1. За один день 13 ноября 1943 года уничтожил 20 танков Т-34. После этого стал известен как величайший танкист в военной истории. В конце 1943 в одном бою Виттман уничтожил 10 танков, а его общий счёт достиг 66 танков. За день 13 января 1944 года уничтожил 19 танков и 3 САУ СУ-76. За отличия в боях 30 января 1944 был награждён Рыцарским крестом Железного креста с дубовыми листьями и произведён в оберштурмфюреры СС.

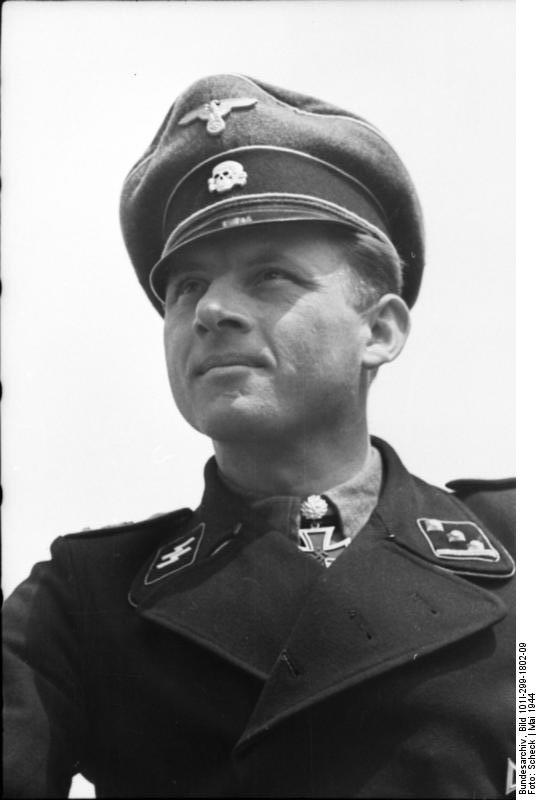
Михаэль Виттман, май 1944

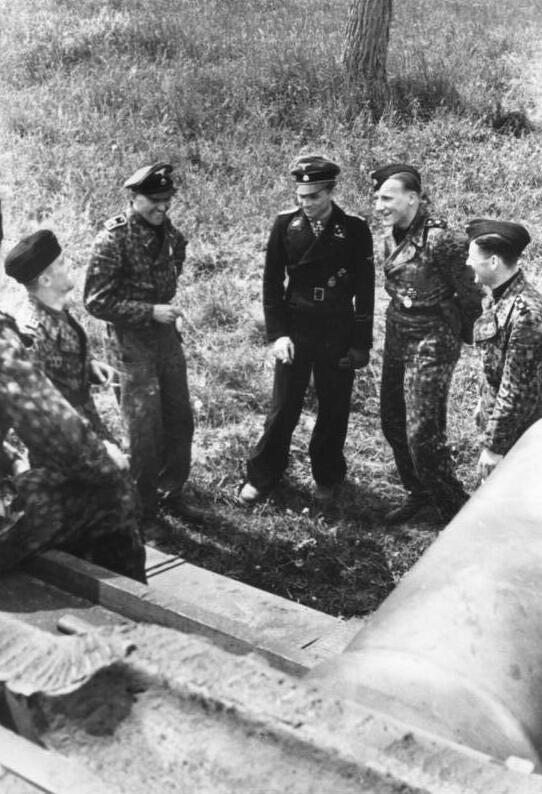
Михаэль Виттман со своим экипажем на севере Франции (май 1944)

В апреле 1944 Виттман переведён во Францию и назначен командиром 2-й роты 101-го тяжёлого танкового батальона СС, к этому моменту он подбил 119 советских танков. Участник боёв в Нормандии. Здесь Виттман прославился в знаменитом бою у Виллер-Бокаж 13 июня 1944, где ярко проявилось как мастерство Виттмана, так и превосходство тяжёлого танка «Тигр» в бронировании над машинами противника. Командуя ротой «Тигров» 101-го тяжёлого танкового батальона СС, внезапно атаковал стоящую колонну бронетехники противника, совместными действиями за 15 минут танки батальона уничтожили несколько танков, 2 противотанковых орудия и около 15 бронетранспортёров противника из состава эскадрона разведки 7-й бронетанковой дивизии англичан, так называемых «пустынных крыс», которые доставили немало хлопот Роммелю и прославились ещё в Африке. В ходе дальнейшего боя до того как его танк был подбит, действуя отдельно от роты, вывел из строя ещё несколько танков. По итогам боя экипаж Виттмана уничтожил до 11 танков, 1-2 противотанковых орудия и несколько бронетранспортёров. Из-за действий Виттмана британцам не удалось удержать высоту 213, хотя в последующей фазе боя немцы и понесли существенные потери.

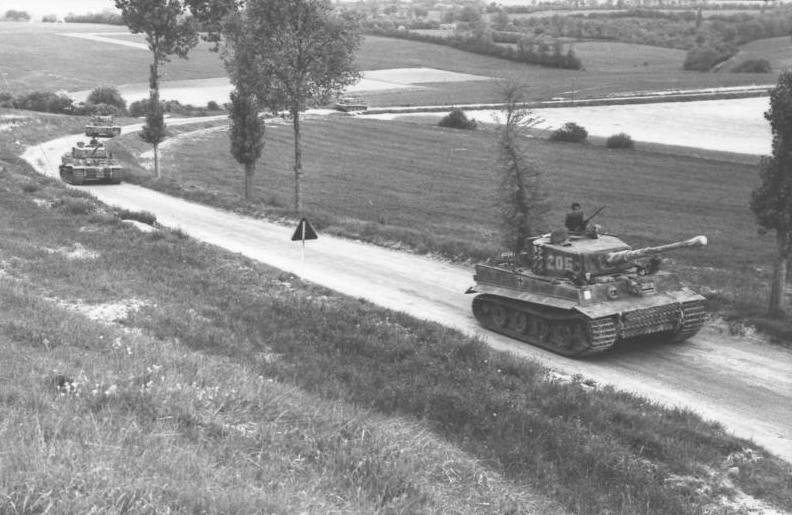
Немецкая колонна во главе с танком М. Виттмана во Франции (07.06.1944).

За свои действия Виттман 22 июня 1944 был награждён Рыцарским крестом с дубовыми листьями и мечами, который ему лично вручил Адольф Гитлер в Бергхофе. К 14 июня 1944 Виттман уничтожил 138 танков и 132 орудия противника. С 10 июля 1944 командир 101-го тяжёлого танкового батальона СС (который к этому времени имел 11 боеспособных танков «Тигр» и ещё 19 в ремонте).
В августе возглавил танковую группу (около 25 танков) 12-й танковой дивизии СС «Гитлерюгенд». Погиб в бою 8 августа 1944 года, отбив атаку около 60 вражеских танков, чем дал возможность германскому командованию подтянуть подкрепления и не допустить прорыва. Всего за время войны Виттман уничтожил 138 танков противника (в том числе 119 на советско-германском фронте) и 132 других транспортных средств.

## Версии гибели и перезахоронение
В мемуарах бывшего служащего Mr.F.R из состава sSSPzAbt 101, указывается, что официальная версия на тот момент гласила, что «Тигр» Виттмана был уничтожен авиабомбой. Кроме того, нашлись и такие подразделения из стана его противников, которые приписывали уничтожение «Тигра» № 007 себе, хотя в тот момент многие из этих подразделений даже близко не находились к месту сражения.
Обе основные версии гибели «Тигра» № 007 были опровергнуты в 1945 году Сержем Вареном (фр. Serge Varin), который нашёл остатки «Тигра» № 007. Варен заинтересовался этим танком, так как его башня была сорвана и лежала в стороне от корпуса. Варен обследовал «Тигр» Виттмана и нашёл, что в ходе боя он не получил никаких пробоин. Единственным повреждением было большое отверстие в кормовой части корпуса, рядом с двигателем. В ходе дальнейшего обследования Варен заключил, что повреждение было нанесено с воздуха. Ракета ударила в кормовую часть корпуса, пробила левую надрадиторную решётку и взорвалась. Это стало причиной взрыва в моторном отсеке и в боевом отделении, что привело к детонации боезапаса. Взрыв уничтожил экипаж и сорвал башню. «Тигр» Виттмана был уничтожен ракетой, запущенной со штурмовика Hawker Typhoon Мк.1В Королевских Воздушных Сил. Однако позднее было выяснено, что в тот день Королевские ВВС не осуществляли вылеты в тот район. На Западе основная версия — это поражение «Тигра» Виттмана огнём британских или канадских танков.
Патрик Агте (Patrick Agte) в своей книге — биографии Виттмана приводит свидетельство немецкого танкиста Ханса Хёфлингера (Hans Höflinger):
Мы ехали по шоссе, Михаэль с четырьмя другими танками — по одной полосе, а я и брат Хайнца фон Вестерхагена — по другой. Справа, метров через 800, началась рощица и мне она показалась подозрительной. Там-то всё и решилось. Времени на разведку у нас не было. Спустя пару километров, я получил сообщение от Михаэля, и оно подтвердило мои худшие опасения. Раздалось лишь: „сильный противотанковый огонь справа" — и всё оборвалось. Я вылез посмотреть и вижу: танки Михаэля остановились. На мои позывные он уже не отвечал. Тут в нас самих попало прямой наводкой, танк загорелся и пришлось выбираться. Мы побежали со всех ног. Я в ужасе заметил, что всего мы потеряли пять „Тигров". У танка Михаэля снаряд угодил прямо в башню. Было сразу ясно, что никто не выжил.

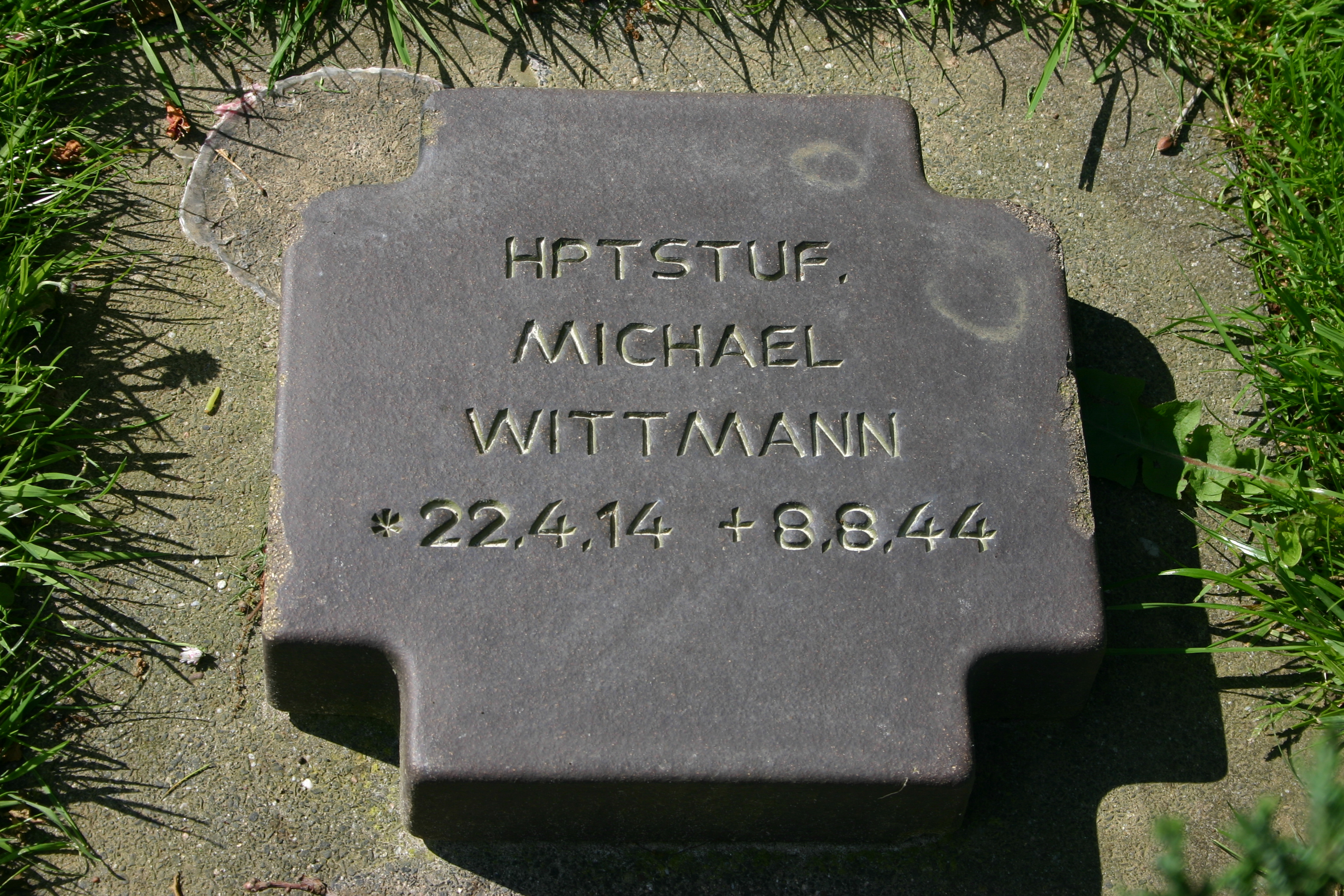
Могила М. Виттмана на немецком военном кладбище Ла-Камб

В 1983 году не отмеченное захоронение экипажа «Тигра» № 007 было найдено в ходе строительства дороги и эксгумировано. По записям карточки дантиста были идентифицированы останки Михаэля Виттмана (его удалось опознать по необычному протезу челюсти, который тот носил после ранения на Восточном фронте) и его водителя Генриха Реймерса (нем. Heinrich Reimers). После этого Виттман и его экипаж были официально перезахоронены на немецком военном кладбище «De La Cambe» в коммуне Ла-Камб департамента Кальвадос в Нормандии (Франция). Кладбище находится по адресу Национальная Дорога, 13 (RN 13) между городами Изиньи-сюр-Мер (Isigny-sur-Mer) и Байё (Bayeux). Михаэль Виттман похоронен в квадрате № 47, ряд № 3, могила № 120 (кладбище «De La Cambe»).

## Награды
- Медаль «В память 13 марта 1938 года»
- Медаль «В память 1 октября 1938 года»
- Кольцо «Мёртвая голова»
- Железный крест (1939)
  - 2-го класса (12 июля 1941)
  - М. Виттман и А. Гитлер (30.01.1944)1-го класса (8 сентября 1941)

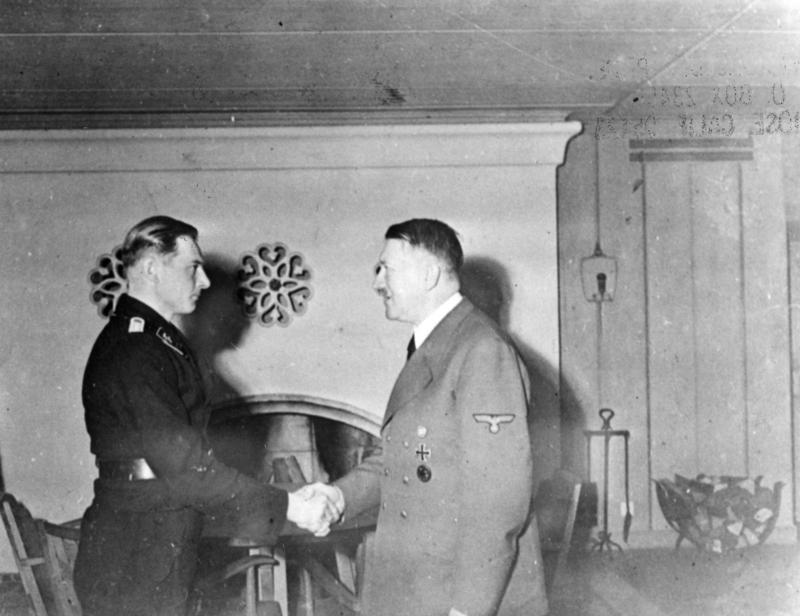
М. Виттман и А. Гитлер (30.01.1944)

- Медаль «За зимнюю кампанию на Востоке 1941/42» (1 сентября 1942)
- Знак «за танковую атаку»
- Знак «за ранение» в чёрном
- Орден «За храбрость» 2-й степени
- Упоминался в «Вермахтберихт» (13 января 1944)
- Рыцарский крест Железного креста с Дубовыми листьями и Мечами
  - Рыцарский крест (14 января 1944) — унтерштурмфюрер СС, командир взвода в 13-й (тяжёлой) роте 1-го танкового полка СС «Лейбштандарт СС Адольф Гитлер»
  - Дубовые листья (№ 380) (30 января 1944) — унтерштурмфюрер СС, командир взвода в 13-й (тяжёлой) роте 1-го танкового полка СС «Лейбштандарт СС Адольф Гитлер»
  - Мечи (№ 71) (22 июня 1944) — оберштурмфюрер СС, командир 2-й роты 101-го тяжёлого танкового батальона СС

### Упоминание в «Вермахтберихт»
| Дата           | Оригинальная немецкая запись «Wehrmachtbericht» | Дословный перевод на русский |
| 13 января 1944 | SS-Untersturmführer Wittmann in einer SS-Panzerdivision schoß am 9. Januar an der Ostfront mit seinem «Tiger»-Panzer seinen 66. feindlichen Panzer ab. | Унтерштурмфюрер СС Виттман в составе танковой дивизии СС 9 января на восточном фронте подбил на танке «Тигр» свой 66-й вражеский танк. |

## В культуре
- Компьютерная игра В тылу врага, кампания Ярость Тигра (2004)